# Rami Jridi
Rami Jridi (Tunisi, 25 aprile 1985) è un calciatore tunisino, portiere del Dynamic Herb Cebu.

## Palmarès

### Club

#### Competizioni nazionali
- Campionato tunisino: 2

Espérance: 2006-2006
Sfaxien: 2012-2013
- Coppa di Tunisia: 2

Espérance: 2006, 2007

#### Competizioni internazionali
- Coppa della Confederazione CAF: 1

Sfaxien: 2013